# District de Cờ Đỏ
Cờ Đỏ est un district de Cần Thơ dans le delta du Mékong au sud du Viêt Nam. 

## Géographie
La superficie du district est de 403 km2.
Le chef-lieu du district est Thới Lai.